# Peter Some
Peter Kimeli Some (5 juni 1990) is een Keniaanse langeafstandsloper, die gespecialiseerd is in de halve marathon en de marathon. Hij geniet met name bekendheid vanwege het winnen van de marathon van Parijs in 2013.

## Loopbaan
Zijn vader, broer en oudere broer deden ook een langeafstandslopen. Zijn eerste internationale succes boekte Some in 2009 door brons te winnen bij de Afrikaanse jeugdkampioenschappen. In 2010 won hij de halve marathon van Ostia en de halve marathon van Nice. Ook debuteerde hij dat jaar op de marathon bij de marathon van Venetië. In deze wedstrijd werd hij achtste.
In 2012 werd Some vierde op de marathon van Frankfurt in 2:08.29 en won hij de marathon van Brighton in een parcoursrecord van 2:12.03. Een jaar later won hij de marathon van Parijs in 2:05.38, tevens zijn persoonlijke record. Op de wereldkampioenschappen in Moskou moest hij op de marathon genoegen nemen met een negende plaats. In 2014 werd hij vijfde bij de marathon van Tokio.

## Persoonlijke records
Baan
| Onderdeel | Prestatie | Datum        | Plaats  |
| --------- | --------- | ------------ | ------- |
| 10.000 m  | 28.10,8   | 16 juni 2009 | Nairobi |

Weg
| Onderdeel      | Prestatie | Datum           | Plaats    |
| -------------- | --------- | --------------- | --------- |
| 20 km          | 57,18     | 24 maart 2013   | Lissabon  |
| halve marathon | 1:00.21   | 24 maart 2013   | Lissabon  |
| 25 km          | 1:14.34   | 28 oktober 2012 | Frankfurt |
| 30 km          | 1:29.29   | 28 oktober 2012 | Frankfurt |
| marathon       | 2:05.38   | 7 april 2013    | Parijs    |

## Palmares

### 10.000 m
- 2009:  Afrikaanse jeugdkamp. - 28.53,64

### 10 km
- 2010:  Le Miglia de Agordo in Taibon Agordino - 29.21
- 2010:  Corribianco in Bianco - 28.34

### 15 km
- 2011:  Corrida Festas da Cidade do Porto - 43.57

### 10 Eng. mijl
- 2012:  Internationaler Schortenser Jever Funlauf - 47.40

### halve marathon
- 2010:  halve marathon van Ostia - 1:01.51
- 2010:  halve marathon van Nice - 1:01.34
- 2010: 4e halve marathon van Philadelphia - 1:01.35
- 2012:  halve marathon van Nairobi - 1:01.46
- 2013:  halve marathon van Eldoret - 1:03.06
- 2013:  halve marathon van Lissabon - 1:00.21
- 2014:  halve marathon van Hamburg - 1:02.55
- 2014:  Route du Vin - 1:03.12

### marathon
- 2010: 8e marathon van Venetië - 2:15.17
- 2011:  marathon van Padova - 2:10.16
- 2011: 4e Košice Peace Marathon - 2:13.56
- 2012:  marathon van Brighton - 2:12.03
- 2012: 4e marathon van Frankfurt - 2:08.29
- 2013:  marathon van Parijs - 2:05.38
- 2013: 9e WK - 2:11.47
- 2014: 5e marathon van Tokio - 2:07.05
- 2014: 6e Toronto Waterfront Marathon - 2:10.07
- 2015: 5e marathon van Tokio - 2:07.22
- 2017:  marathon van Daegu - 2:09.22
- 2018:  marathon van Daegu - 2:06.49

### veldlopen
- 2008: 7e WK voor junioren in Edinburgh - 22.55